# Парламентская ассамблея Совета Европы
Парла́ментская ассамбле́я Сове́та Евро́пы (ПАСЕ) — одно из двух главных уставных ведомств (ассамблея) Совета Европы; консультативный орган, состоящий из представителей парламентов всех государств-членов. ПАСЕ — старейший в Европе орган межпарламентского сотрудничества, — он основан 5 мая 1949 года. С 2024 года председатель ПАСЕ — Теодорос Русопулос (Греция).

## Состав
Члены ПАСЕ назначаются парламентами государств-членов. Пять наиболее крупных государств представлены в ПАСЕ 18 членами, минимальное представительство — два члена от государства.
Делегация от государства-члена должна включать представителей всех политических партий, представленных в парламенте, и соответствовать требованию сбалансированного представительства мужчин и женщин.
В целом в ПАСЕ входят 612 депутатов: 306 главных представителей и 306 «заместителей». Все они должны быть членами национальных парламентов.
В сессиях принимают участие также 18 наблюдателей — от парламентов Канады, Мексики и Израиля. Аналогичными правами пользуются два представителя турецкой общины Кипра, формально входящие в состав делегации Республики Кипр. Парламент Республики Беларусь в 1997 году временно лишён статуса «специального гостя» и на сессиях не представлен. Они могут выражать своё мнение относительно некоторых резолюций.
Государства — члены Совета Европы и число их представителей (человек) в Парламентской ассамблее:
1. Австрия (6),
2. Азербайджан (6),
3. Албания (4),
4. Андорра (2),
5. Армения (4),
6. Бельгия (7),
7. Болгария (6),
8. Босния и Герцеговина (5),
9. Великобритания (18),
10. Венгрия (7),
11. Германия (18),
12. Греция (7),
13. Грузия (7),
14. Дания (5),
15. Ирландия (4),
16. Исландия (3),
17. Испания (12),
18. Италия (18),
19. Кипр (3),
20. Латвия (3),
21. Литва (4),
22. Лихтенштейн (2),
23. Люксембург (3),
24. Мальта (3),
25. Молдавия (5),
26. Монако (2),
27. Нидерланды (7),
28. Норвегия (5),
29. Польша (12),
30. Португалия (7),
31. Румыния (10),
32. Сан-Марино (2),
33. Северная Македония (3),
34. Сербия (7),
35. Словакия (5),
36. Словения (3),
37. Турция (18),
38. Украина (12),
39. Финляндия (5),
40. Франция (18),
41. Хорватия (5),
42. Черногория (3),
43. Чехия (7),
44. Швейцария (6),
45. Швеция (6),
46. Эстония (3).

## Структура
Ассамблею возглавляет председатель (с 2024 года — Теодорос Русопулос (Греция)). Ассамблея избирает также заместителей председателя, на 2016 год их число составляет 18 (предусмотрено 20 вице-президентов).
По аналогии с национальными парламентами и Европарламентом, в ПАСЕ работают фракции, сформированные по политической ориентации их членов — так называемые «политические группы». В настоящее время таких групп 6: Европейская народная партия (168 человек), Блок социал-демократов и зелёных (162 депутата), Европейские консерваторы (83 человека), Альянс либералов и демократов (76 человек), Объединённые европейские левые (34 депутата), свободные демократы (22 человека) и неприсоединившиеся депутаты (59 человек).
Также подобно национальным парламентам в ПАСЕ имеются комиссии по направлениям деятельности. Наиболее значимые из них — Комиссия по политическим вопросам, Комиссия по правовым вопросам и правам человека, Комиссия по выполнению государствами своих обязательств.
Председатель ПАСЕ, его заместители, председатели политических групп и комиссий составляют Бюро Ассамблеи. Оно руководит работой Ассамблеи путём подготовки повестки дня сессий и определения вопросов, заслуживающих разработки докладов.

### Список председателей ПАСЕ
| Годы         | Политик                 | Страна         | Партия/движение                          |
| ------------ | ----------------------- | -------------- | ---------------------------------------- |
| 1949         | Эдуар Эррио (временный) | Франция        | Радикальная партия                       |
| 1949—1951    | Поль-Анри Спаак         | Бельгия        | Бельгийская социалистическая партия      |
| 1952—1954    | Франсуа де Ментон       | Франция        | Народно-республиканское движение         |
| 1954—1956    | Ги Молле                | Франция        | Социалистическая партия                  |
| 1956—1959    | Фернан Деусс            | Бельгия        | Бельгийская социалистическая партия      |
| 1960—1963    | Пер Федерспиель         | Дания          | Венстре                                  |
| 1963—1966    | Пьер Пфлимлен           | Франция        | Народно-республиканское движение         |
| 1966—1969    | Джеффри де Фрейтас      | Великобритания | Лейбористская партия                     |
| 1969—1972    | Оливье Реверден         | Швейцария      | Либеральная партия Швейцарии             |
| 1972—1975    | Джузеппе Ведовато       | Италия         | Христианско-демократическая партия       |
| 1975—1978    | Карл Чернец             | Австрия        | Социал-демократическая партия Австрии    |
| 1978—1981    | Ханс де Костер          | Нидерланды     | Народная партия за свободу и демократию  |
| 1981—1982    | Хосе Мария де Ареильса  | Испания        | Союз демократического центра             |
| 1983—1986    | Карл Аренс              | ФРГ            | Социал-демократическая партия Германии   |
| …            | …                       | …              | …                                        |
| 2010—2012    | Мевлют Чавушоглу        | Турция         | Европейская демократическая группа       |
| 2012—2014    | Жан-Клод Миньон         | Франция        | Группа Европейской народной партии       |
| 2014—2016    | Анн Брассёр             | Люксембург     | Альянс либералов и демократов за Европу  |
| 2016—2017    | Педро Аграмунт          | Испания        | Группа Европейской народной партии       |
| 2017—2018    | Стелла Кириакидес       | Кипр           | Группа Европейской народной партии       |
| 2018         | Микеле Николетти        | Италия         | Группа социалистов, демократов и зелёных |
| 2018—2020    | Лилиан Мори Паскье      | Швейцария      | Группа социалистов, демократов и зелёных |
| 2020—2022    | Рик Дамс                | Бельгия        | Альянс либералов и демократов за Европу  |
| 2022 — 2024  | Тини Кокс               | Нидерланды     | Группа объединённых европейских левых    |
| 2024 — н. в. | Теодорос Русопулос      | Греция         | Группа Европейской народной партии       |

## Полномочия
Ассамблея принимает резолюции и рекомендации на основе докладов, которые готовятся депутатами. Среди важных полномочий Ассамблеи — выборы Генерального секретаря Совета Европы и его заместителя, судей Европейского суда по правам человека (ЕСПЧ), принятие заключений по кандидатурам новых государств-членов, мониторинг выполнения ими обязательств, принятых при вступлении. ПАСЕ принимает заключения на проекты всех международных конвенций, разрабатываемых в Совете Европы. Кроме того, сессии Ассамблеи традиционно становятся форумами для обсуждения актуальных проблем европейской политики, на них регулярно приглашаются главы государств и правительств.
Комитет министров Совета Европы представляет отчёт о своей деятельности на каждой сессии Ассамблеи. КМСЕ обязан также давать официальные ответы на рекомендации ПАСЕ.

## Организация работы
Пленарные сессии Ассамблеи проходят четыре раза в год и длятся по одной неделе каждая. Помимо этого, два раза в год проходят сессии «Постоянной комиссии», или «мини-сессии», в которых участвуют члены Бюро и главы национальных делегаций. Постоянная комиссия вправе принимать резолюции и рекомендации по поручению Ассамблеи. Пленарные сессии проходят в главной конторе (офисе) Совета Европы в Страсбурге, сессии Постоянной комиссии — как правило, в других государствах по их приглашению.
Комиссии ПАСЕ проводят заседания по несколько раз в год. Как правило, они проходят в Париже или в одном из государств-членов по его приглашению.
Подготовка резолюций и рекомендаций происходит следующим образом. Каждый член ПАСЕ, собрав необходимое число подписей других членов, вправе подать предложение о разработке доклада (motion). Если Бюро Ассамблеи соглашается с тем, что такой доклад необходим, он поручает его разработку одной или нескольким комиссиям. Комиссия назначает докладчика, который в течение 1 — 2 лет готовит доклад, регулярно докладывая комиссии о ходе работы. В рамках подготовки доклада депутат может совершить ряд ознакомительных поездок, организовать слушания. Окончательная версия доклада вместе с проектом резолюции и/или рекомендации принимается соответствующей комиссией, после чего выносится на пленарную сессию ПАСЕ или на сессию Постоянной комиссии. В ходе сессии допускается подача письменных поправок к проектам резолюции и/или рекомендации, по каждой из которых проводится голосование сначала в ответственной комиссии с тем, чтобы определить её позицию. На пленарном заседании докладчик представляет свой доклад, после чего проводятся дебаты (по заранее подготовленному списку выступающих) и голосование по всем предложенным поправкам и по резолюции и/или рекомендации в целом. Для принятия резолюции требуется простое большинство голосов, рекомендация требует большинства в две трети. Учитываются только голоса членов, принявших участие в голосовании.
Особо актуальные вопросы могут быть поставлены в повестку дня в рамках «срочных дебатов». Как правило, на каждой сессии проводятся такие дебаты на 1 — 2 темы. По их итогам также принимаются резолюции и/или рекомендации. Существует также формат «дебатов по текущим вопросам» — аналог «срочных дебатов», но без принятия документов.
На сессиях регулярно выступают главы государств и правительств, другие специально приглашённые гости. Как правило, за этими выступлениями следуют ответы на вопросы депутатов, что делает такое выступление своего рода отчётом того или иного национального лидера перед Ассамблеей.

## История
ПАСЕ создана в 1949 году и вплоть до 1974 года именовалась Консультативной ассамблеей Совета Европы.

## ПАСЕ и Россия

### Российская делегация
Делегацию, состоящую из 18 представителей и 18 их заместителей, по состоянию на 2019 год возглавлял Пётр Толстой. С 10 апреля 2014 года по 26 июня 2019 года российская делегация была лишена права голосовать, входить в состав руководящих органов и участвовать в наблюдательных миссиях в Парламентской ассамблее Совета Европы. С конца июня 2019 права российской делегации восстановлены в полном объёме. 28 января 2020 года Пётр Толстой избран заместителем председателя ПАСЕ.

### Фракции
- Фракция Европейской народной партии (нет партий от России[11])
- Фракция социалистов (Справедливая Россия[12])
- Фракция Европейских консерваторов (нет партий от России)
- Альянс либералов и демократов за Европу (нет партий от России[13])
- Фракция Объединённых европейских левых (КПРФ[14] и Справедливая Россия[15])
- Свободные демократы (нет партий от России)
- Независимые — Единая Россия, часть ЛДПР[16].

### История отношений
Россия при вступлении в Совет Европы в 1996 году взяла на себя ряд обязательств. В связи с этим проводится мониторинг выполнения этих обязательств.
28 января 2009 года ПАСЕ, обсудив ситуацию вокруг российско-грузинской войны, приняла резолюцию с грузинской поправкой, осуждавшей признание Россией независимости Южной Осетии и Абхазии: «Ассамблея подтверждает приверженность территориальной целостности и суверенитету Грузии и повторяет призыв к России отозвать решение о признании независимости Южной Осетии и Абхазии, а также полностью соблюдать суверенитет и территориальную целостность Грузии, нерушимость её границ».
29 сентября 2009 года ПАСЕ приняла ещё одну резолюцию подобного содержания, в которой также осуждается отказ допустить в Южную Осетию и Абхазию наблюдателей Европейского Союза.
В октябре 2012 года в ПАСЕ прошла дискуссия по большому обзорному докладу по обязательствам России перед Советом Европы. В ответ на жёсткий в отношении России проект рекомендации по данному докладу председатель Государственной Думы России Сергей Нарышкин отказался от участия в пленарной сессии ПАСЕ.
2 октября 2012 года ПАСЕ приняла резолюцию о продлении процедуры мониторинга в отношении России. В ней отмечено, что в России до сих пор формально не отменена смертная казнь, не расследованы в должной мере случаи нарушений прав человека на Северном Кавказе, российские войска не выведены из Приднестровья, Южной Осетии и Абхазии. Российские власти отказывают в проведении гей-парадов, принимаются законы о запрете пропаганды гомосексуализма среди несовершеннолетних. Кроме того, в резолюции осуждается лишение депутатских полномочий Геннадия Гудкова без судебной процедуры, поправки, внесённые в законы о проведении массовых мероприятий и о некоммерческих организациях, а также чрезмерно суровый приговор по делу Pussy Riot.
Россия до января 2016 года была лишена права голоса в зале и на комитетах, было запрещено участие российских представителей в миссиях ПАСЕ. В ответ на это российская парламентская делегация фактически вышла из организации, не признавая резолюции и не внося взносов.
26 июня 2019 года ПАСЕ вернула полномочия российской делегации в полном объёме.
В 2022 году РФ перестала быть членом Совета Европы и прекратила участие в ПАСЕ.

#### Украина
9 апреля 2014 года ПАСЕ приняла резолюцию с «решительным осуждением российской военной агрессии и последующей аннексии Крыма» как явного нарушения международного права (в том числе Устава ООН, Хельсинкского акта ОБСЕ и Устава и основных правил Совета Европы) и критикой российских предложений по федерализации Украины. В связи с денонсацией Россией соглашений о базировании Черноморского флота в Крыму ПАСЕ призвала РФ немедленно вывести войска с полуострова. За резолюцию проголосовало 140 депутатов, 32 против, 9 воздержались. В ПАСЕ также приняли решение по поводу крымского референдума, который назван противоречащим как крымской, так и украинской Конституции. В резолюции результаты голосования и аннексия Крыма Российской Федерацией объявлены «не имеющими юридической силы» и не признаваемыми Советом Европы. Действия России названы «агрессией» против Украины. За это решение проголосовали 154 депутата, 26 высказались против, 14 воздержались.
10 апреля 2014 года ПАСЕ приняла резолюцию, согласно которой делегация Российской Федерации за аннексию Россией Крыма лишена права голоса в ассамблее и исключена из всех руководящих органов до конца года. Документ принят голосами 145 депутатов, 21 выступил против, 22 воздержались. Предложение о замораживании членства России в ассамблее, выдвинутое британцем Робертом Уолтером, не получило поддержки, однако в текст резолюции была внесена поправка о лишении права делегации РФ до конца 2014 года работать в руководящих органах ассамблеи, а также участвовать в миссиях наблюдателей ПАСЕ.
28 января 2015 года Парламентская ассамблея лишила российскую делегацию права голоса до апреля 2015 года. В ответ российская делегация покинула ПАСЕ до конца 2015 года.
25 июня 2015 ПАСЕ приняла резолюцию о пропавших без вести в ходе войны на Донбассе (которую вновь охарактеризовали как «российскую агрессию», а Крым и подконтрольные самопровозглашённым ДНР и ЛНР территории Донецкой и Луганской областей — как оккупированные территории). «За» проголосовало 54 депутата из 58, отказались голосовать 3 депутата, один депутат проголосовал против. В документе содержатся рекомендации украинскому руководству о том, какие действия следует предпринять для розыска пропавших.
13 октября 2016 года ПАСЕ приняла две резолюции по Украине, в которых война на её территории называлась «российской агрессией» и содержался призыв к РФ вывести свои войска из Донбасса. Ключевые позиции резолюций: российские войска должны быть выведены с Украины, выборы в Донбассе в нынешних условиях невозможны.
24 января 2019 года ПАСЕ приняла резолюцию, в которой призвали Россию немедленно освободить пленных украинских моряков и поддержали инициативу о направлении группы международных наблюдателей для мониторинга ситуации в Керченском проливе. За принятие документа проголосовали 103 парламентария, против — 3; 16 участников воздержались. В документе ассамблея осудила «использование военной силы со стороны России против украинских военных кораблей и их экипажей,… призвала немедленно освободить украинских военнослужащих и обеспечить предоставление им необходимой медицинской, юридической и консульской помощи».
26 июня 2019 года делегация Украины покинула зал заседаний ПАСЕ после того, как участники заседания отклонили поправки Киева и подтвердили полномочия России в рамках этой организации в полном объёме.
16 января 2020 года парламент Украины принял решение о возобновлении работы украинской делегации в ПАСЕ. Главой представительства Украины стала Елизавета Ясько из партии «Слуга народа».

## Коррупция
Международная организация по расследованию преступности и коррупции (англ. Organised Crime and Corruption Reporting Project — OCCRP) бездоказательно обвинила некоторых членов ПАСЕ в получении денег от представителей Азербайджана в обмен на проведение резолюций, благоприятных для правительства этой страны. Согласно отчёту OCCRP, подкуп некоторых депутатов в 2013 году привёл к отказу ПАСЕ от публикации доклада, критикующего Азербайджан. По данным OCCRP, средства для подкупа депутатов ПАСЕ поступали из тайного фонда, объёмом около $2,8 млрд долл. США, созданного президентом Азербайджана Ильхамом Алиевым. В мае 2017 Совет Европы начал расследование по данному делу, однако за два года расследования обвинения OCCRP не нашли подтверждения.